# Przełęcz pod Borową
Przełęcz pod Borową (niem. Vogelhecke) (660 m n.p.m., wg niektórych map wysokość to 675 lub 685 m n.p.m.) – przełęcz w Sudetach Środkowych, w południowo-wschodniej części Gór Wałbrzyskich.
Przełęcz położona jest na obszarze Parku Krajobrazowego Sudetów Wałbrzyskich na południe od dzielnicy Wałbrzycha Podgórze. Jest to wąskie obniżenie głęboko wcinające się między masywy Borowej (853 m n.p.m.) i Suchej (776 m n.p.m.), o stromych zboczach i dość łagodnych podejściach. Cały obszar przełęczy porośnięty jest lasem mieszanym regla dolnego.

## Turystyka

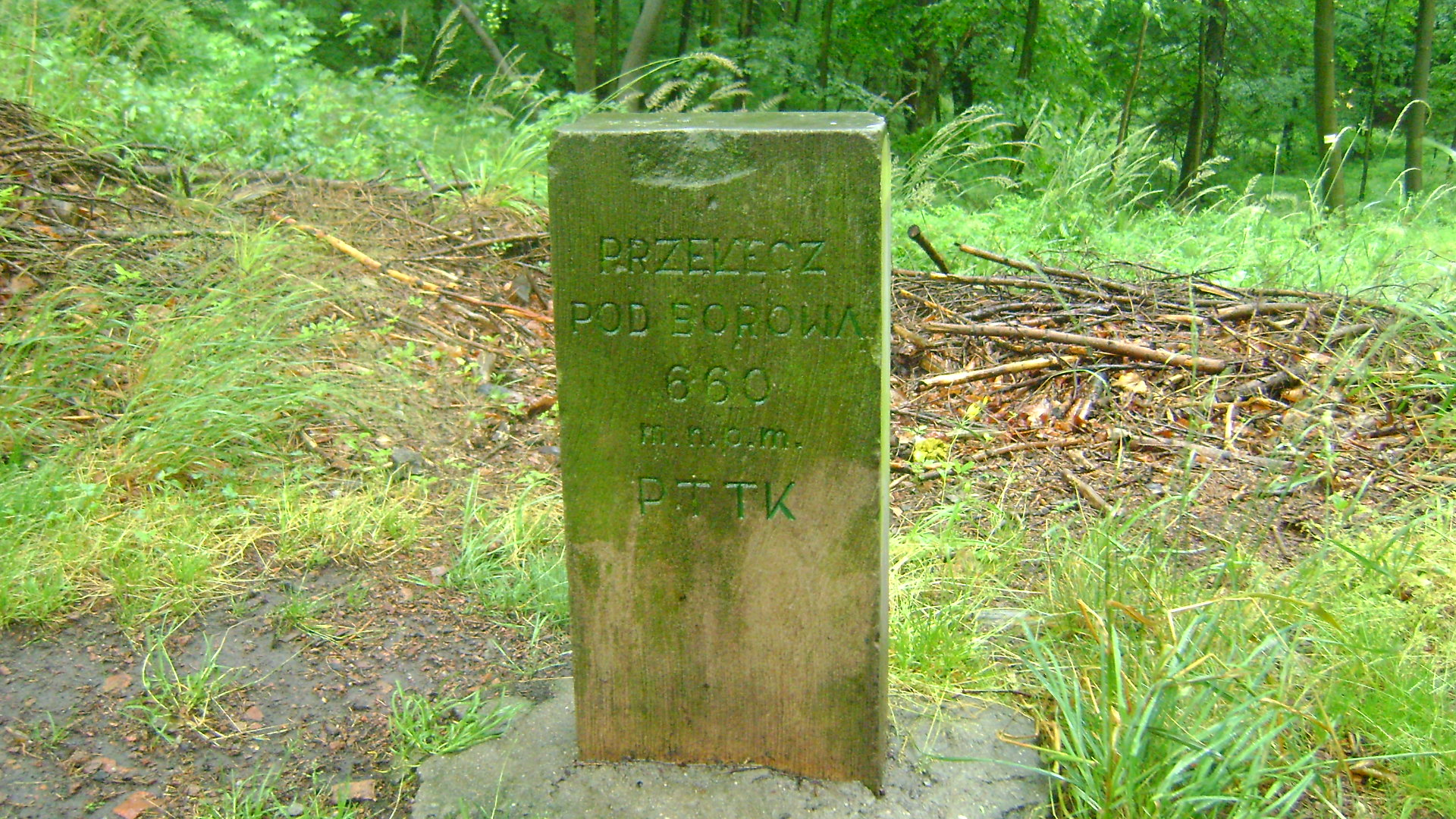
Kamień informacyjny na przełęczy

Przez przełęcz prowadzą szlaki turystyczne:
- z Wałbrzycha do Jedliny
- z przełęczy przez Borową do Wałbrzycha.
- z Wałbrzycha (Centrum) do Schroniska "Andrzejówka"

Na przełęczy stoi kamień informacyjny, ustawiony przez PTTK.